# Parafia św. Apostołów Piotra i Pawła w Suwałkach
Parafia Świętych Apostołów Piotra i Pawła w Suwałkach została utworzona w 1970 roku. Należy do dekanatu Suwałki – Ducha Świętego diecezji ełckiej. 
Kościół parafialny wybudowany w 1900 jako cerkiew. Parafię prowadzą księża diecezjalni.